# Republik Graaff-Reinet
Die Republik Graaff-Reinet (niederländisch Republiek van Graaff-Reinet) war ein kurzlebiger Staat auf dem Gebiet des heutigen Südafrika. Sie bestand vom 6. Februar 1795 bis zum 22. August 1796 und war die erste Burenrepublik.
Schon bald nach der Gründung der Stadt Graaff-Reinet und anderer Siedlungen im Grenzbereich der Kapkolonie kam es zu Spannungen zwischen der Niederländischen Ostindien-Kompagnie und den burischen Siedlern. In Graaff-Reinet gipfelte dies in der Proklamation einer eigenen Republik am 6. Februar 1795. Zum Vorsitzenden der provisorischen Regierung und des Kriegsrates wurde Adriaan van Jaarsveld gewählt. Als Zeichen ihrer Rebellion benutzten die Anhänger der unabhängigen Republik die Flagge der Niederlande. Diese unterschied sich von der Flagge der Niederländischen Ostindien-Kompanie durch die Verwendung der Farbe Rot statt Orange im obersten Streifen. Man wollte auf diese Weise bewusst den Bruch mit der Kolonialautorität und gleichzeitig die Treue zur niederländischen Heimat bekunden.
Nachdem 2000 Marinesoldaten, die auf neun Kriegsschiffen aus der niederländischen Heimat als Verstärkung entsandt worden waren, in der Saldanhabucht hatten kapitulieren müssen, wurde am 22. August 1796 die Republik Graaff-Reinet von der britischen Kolonialverwaltung, die inzwischen die Kontrolle über die südafrikanischen Gebiete der Niederländischen Ostindien-Kompanie übernommen hatte, wieder in die Kapkolonie integriert.